# Third Day (album)
Third Day è il primo ed eponimo album in studio del gruppo christian rock statunitense Third Day, pubblicato nel 1996.

## Tracce
1. Nothing at All – 5:13
2. Forever – 3:48
3. Mama – 3:52
4. Love Song – 3:53
5. Blackbird – 4:03
6. Thief – 4:24
7. Consuming Fire – 4:09
8. Did You Mean It – 4:11
9. Holy Spirit – 2:22
10. Livin' for Jesus – 2:18
11. Take My Life – 2:16
12. Praise Song – 3:02